# Dás um Banho, Zé Perri!
Dás um Banho, Zé Perri! é um curta metragem brasileiro escrito e dirigido por Zé Dassilva.

## Sinopse
No ano de 1930, o desenhista Celestino (Marcos Veras) convence o aviador Antoine de Saint-Exupéry (Rodrigo Fagundes) a realizar o sonho de sua amada, Rosa (Alana Ferri), que deseja voar de avião. Para encontrar Rosa, Celestino e Zé Perri passam por diversos locais e conhecem pessoas que remetem ao Livro O Pequeno Príncipe e a cultura da cidade de Florianópolis.

## Produção
A produção do curta metragem foi possível através da Lei de Incentivo a Cultura do município de Florianópolis. Além disso, contou com patrocínio da Fundação Franklin Cascaes e apoio do Floripa Airport.
Uma réplica em tamanho real do avião Breguet 14 da Aéropostale utilizado por Antoine de Saint-Exupéry foi confeccionado especialmente para a gravação do filme. Após as gravações, a réplica ficou em exposição no Floripa Airport até março de 2022.

## Filmagens
As filmagens ocorreram na cidade de Florianópolis, no estado de Santa Catarina, nos meses de Setembro e Outubro de 2021. Entre os locais utilizados na gravação, estão o bairro Ribeirão da Ilha, a Praia e a Ilha do Campeche, o Palácio Cruz e Sousa e a Praça XV de Novembro, além de outros pontos históricos e turísticos da cidade.

## Elenco
- Rodrigo Fagundes[7] como Antoine de Saint-Exupéry
- Marcos Veras[7] como Celestino
- Alana Ferri[7] como Rosa
- Isis Pessino[7] como Cora
- Chico Caprario como Vendedor
- Renato Tunes como Geógrafo
- Severo Cruz como Bêbado
- Gringo Starr como Rei
- Paulo Vasilescu como Vaidoso

## Pré-estreia
A pré-estreia do documentário ocorreu no dia 10 de Dezembro de 2021 no Boulevard 14/32 do Floripa Airport. A exibição foi aberta ao público e gratuita. O evento contou com a presença dos atores Rodrigo Fagundes e Isis Pessino, além do diretor e escritor do curta, Zé Dassilva.
A réplica do avião Breguet 14 construído para as filmagens também esteve presente na pré-estreia.

## Prêmios e Indicações
| Festival                                 | Categorial                 | Local       | Data          | Resultado              |
| ---------------------------------------- | -------------------------- | ----------- | ------------- | ---------------------- |
| Roma Short Film Festival                 |                            | Roma        | Março de 2022 | Finalista              |
| Richmond International Film Festival     |                            | Richmond    | Março de 2022 | Indicado               |
| Independent Short Awards                 | Melhor Curta de Fantasia   | Los Angeles | Março de 2022 | Venceu (Bronze Awards) |
| Independent Short Awards                 | Melhor Diretor Estreante   | Los Angeles | Março de 2022 | Venceu (Bronze Awards) |
| Independent Short Awards                 | Melhor Design de Produção  | Los Angeles | Março de 2022 | Menção Honrosa         |
| Mumbai International Film                | Melhor Filme Latino        | Mumbai      | Março de 2022 | Venceu                 |
| Toronto Indie Shorts                     | Melhor Narrativa           | Toronto     | Março de 2022 | Venceu                 |
| Toronto Indie Shorts                     | Melhor Ator (Marcos Veras) | Toronto     | Março de 2022 | Venceu                 |
| Prague International Indie Film Festival | Melhor Diretor             | Praga       | Março de 2022 | Menção Honrosa         |
| Prague International Indie Film Festival | Melhor Design de Produção  | Praga       | Março de 2022 | Menção Honrosa         |
| Tokyo International Short Film Festival  | Melhor Curta-metragem      | Tóquio      | Março de 2022 | Menção Honrosa         |